# Franklin Delano Roosevelt Jr.
Franklin Delano Roosevelt Jr. (ur. 17 sierpnia 1914 w Campobello Island w Kanadzie, zm. 17 sierpnia 1988 w Poughkeepsie) – amerykański polityk, do 1951 związany z Partią Liberalną w Nowym Jorku, członek Partii Demokratycznej.

## Działalność polityczna
W okresie od 17 maja 1949 do 3 stycznia 1955 przez trzy kadencję był przedstawicielem 20. okręgu wyborczego w stanie Nowy Jork w Izbie Reprezentantów Stanów Zjednoczonych. Od 1963 do 1965 był podsekretarzem ds. handlu w administracji prezydentów Kennedy’ego i Johnsona.
Był synem Eleanory i Franklina, bratem Jamesa i ojcem Franklina.